# Imena baranjskih naselja

## Imenabaranjskih naselja
Ovo je popis svih naselja u Baranji koja imaju status samostalnog naselja. Uz službena imena dana su njihova narodna ili stara imena, mađarska imena te etnici koji im odgovaraju.

### Narodna i stara imena
Pod narodnim imenima podrazumijevaju se imena koja danas izgovaraju Baranjci kad govore hrvatski (književnim jezikom ili šokački) ili srpski (književnim jezikom ili lokalnim dijalektom), a razlikuju se od službenih imena. Takvo je npr. ime Suljoš ili skraćena imena Beli odn. Bezdan. Stara su ona narodna imena koja se više ne čuju ili se čuju rijetko (npr. Tarda) ili ih uglavnom upotrebljavaju stariji stanovnici (npr. Monoštor).

### Mađarska imena
Mađarska su imena zapisana mađarskim pravopisom i ona su mnogo starija od slavenskih ili poslavenjenih imena, koja su nastala poslije Poslije prvog svjetskog rata.

### Etnici
Etnici su zabilježeni onako kako se čuju u govoru Baranjaca ili kako se mogu pročitati u lokalnim novinama. U govoru nebaranjaca mogu se čuti i drugačiji oblici (npr. Bolmančanin, što se u Baranji rijetko čuje), a u medijima se ponekad mogu pročitati i neobični etnici (npr. Batinarac), koji su očito neosnovane novinarske konstrukcije. U nekim leksikografskim djelima, npr. u Hrvatskom enciklopedijskom rječniku, navode se etnici koji se u skladu s pravilima tvorbe etnika, ali se na terenu ne upotrebljavaju (npr. Branjinčanin, Kneževljanin).
| Naselje                | Narodno ili staro ime | Mađarsko ime       | Etnik                                     |
| ---------------------- | --------------------- | ------------------ | ----------------------------------------- |
| Baranjsko Petrovo Selo | Petarda               | Petárda            | Petarac                                   |
| Batina                 | Batina Skela          | Kiskőszeg          | Batinac, -nka, Batinjanin, -nka           |
| Beli Manastir          | Monoštor, Beli        | Pélmonostor        | Belomanastirac, -rka                      |
| Bilje                  |                       | Bellye             | Biljanin, -nka                            |
| Bolman                 |                       | Bolmány            | Bolmanac, Bolmankuša, Bolmanka            |
| Branjina               | Kišfaluba, Kišvaluba  | Baranyakisfalud    | Branjinac, Kišfalubac, Kišvalubac         |
| Branjin Vrh            | Brnjevar, Brenjevar   | Baranyavár         | Brnjevarac                                |
| Čeminac                |                       | Laskafalu          | Čeminčanin, -nka                          |
| Darda                  | Tarda                 | Dárda              | Darđanin, -nka                            |
| Draž                   | Daraž                 | Darázs             | Dražanin, -nka, Daražac                   |
| Duboševica             | Daljok                | Dályok             | Duboševčanin, -nka                        |
| Gajić                  | Marok                 | Hercegmárok        |                                           |
| Grabovac               |                       | Albertfalu         | Grabovčanin, -nka                         |
| Jagodnjak              | Kačvala, Kačvola      | Kácsfalu           | Jagodnjačanin, -nka, Kačvolac, Kačvolkuša |
| Jasenovac              |                       | Öbölpuszta         | Jasenovčanin, -nka                        |
| Kamenac                | Kuva                  | Kő                 | Kamenčanin, -nka                          |
| Karanac                | Karanča               | Karancs            | Karančanin, -nka                          |
| Kneževi Vinogradi      | Suljoš                | Hercegszöllős      | Suljošanin, -nka                          |
| Kneževo                | Lak                   | Főherceglak        | Kneževčanin, -nka                         |
| Kopačevo               |                       | Kopács             |                                           |
| Kotlina                | Šepša                 | Sepse              |                                           |
| Kozarac                | Keškend               | Keskend            | Kozarčanin, -nka                          |
| Kozjak                 |                       | Keskenyerdő        |                                           |
| Luč                    |                       | Lőcs               | Lučanin, -nka                             |
| Lug                    |                       | Laskó              |                                           |
| Majške Međe            | Štiljanovićevo        | Szeglak            | Majškomeđanac, -nka                       |
| Mece                   |                       | Mecepuszta         | Mecanin                                   |
| Mirkovac               |                       | Frigyesföld        |                                           |
| Mitrovac               |                       | Mitvárpuszta       |                                           |
| Novi Bezdan            | Bezdan                | Újbezdán           | Bezdanac                                  |
| Novi Bolman            |                       | Újbolmány          | (Novo)Bolmanac                            |
| Novi Čeminac           |                       | Újlaskafalu        |                                           |
| Novo Nevesinje         | Nevesinje             | Botond             | Nevesinjac, -nka                          |
| Petlovac               | Sentivanj             | Baranyaszentistván | Petlovčanin, -nka                         |
| Podolje                | Bodolja               | Nagybodolya        |                                           |
| Podravlje              |                       | Jenőfalva          |                                           |
| Podunavlje             |                       | Dunaipuszta        |                                           |
| Popovac                | Ban                   | Baranyabán         | Popovčanin, -nka, Bancov                  |
| Sokolovac              |                       | Katalinpuszta      | Sokolovčanin, -nka                        |
| Sudaraž                | Sudaraš, Sudaraževo   | Szudarázs          |                                           |
| Suza                   | Čuža                  | Csúza, Csuza       |                                           |
| Šećerana               |                       | Cukorgyár          | Šećeranac, -nka                           |
| Širine                 |                       | Braidaföld         | Širinčanin, -nka                          |
| Šumarina               | Benga                 | Benge              |                                           |
| Švajcarnica            | Švajcernica           | Őrhely             |                                           |
| Tikveš                 |                       | Tököspuszta        |                                           |
| Topolje                | Ižip                  | Izsép              | Ižipac, Ižipkinja                         |
| Torjanci               |                       | Torjánc            | Torjančanin, -nka                         |
| Tvrđavica              | Kišdarda              | Kisdárda           |                                           |
| Uglješ                 |                       | Ölyves             | Uglješanin, -nka                          |
| Vardarac               |                       | Várdaróc           | Vardarčanin, -nka                         |
| Zeleno Polje           |                       | Szentistvánpuszta  |                                           |
| Zlatna Greda           |                       | Bokroshátpuszta    |                                           |
| Zmajevac               | Velišmarta            | Vörösmart          | Zmajevčanin, -nka                         |

Vidi i: Baranjska naselja, Baranjske općine, Baranjske katastarske općine
Izvori:
- Mađarska imena  Arhivirana inačica izvorne stranice od 30. rujna 2007. (Wayback Machine)
- Martin Jakšić: Divanimo po slavonski, Zagreb, 2003. (str. 335-336)